# Кукуруз
Кукуруз (лат. Zea mays), такође и куруз или мумуруз је велика једногодишња биљка пореклом из Средње и Јужне Америке. Ову биљку су први доместиковали урођеници у јужном Мексику пре око 10.000 година. Лисната стабљика биљке производи засебан полен и цвасти са семеним замецима или клас, из кога се развијају кукурузна језгра или семе. Гаји се у умереним и топлим деловима света у великом броју подврста, варијетета и сорти.
Кукуруз је постао основна храна у многим деловима света, са тоталном продукцијом која превазилази пшеницу или пиринач. Међутим, сав кукуруз није намењен за директну људску конзумацију. Део кукурузне продукције се користи као сточна храна, а део за прераду у кукурузни етанол и друге кукурузне продукте, као што су кукурузни скроб и кукурузни сируп. Шест главних типова кукуруза су зубан, тврдунац, плевичар, кокичар, мекунац, и шећерац.

## Историја
У Европу је донесен 1493. а по неким изворима и 1535. На Балкан је стигао у 17. веку.
Већина историчара сматра да је кукуруз био доместикован у Теваканској долини у Мексику. Недавна истраживања у раном 21. веку су донекле модификовала то становиште; научници сада сматрају да је суседна долина реке Балсас у јужном централном Мексику била центар доместикације.
Олмеци и Маје су култивисали кукуруз у бројним варијететима широм Мезоамерике; они су га кували, млели и обрађивали путем никстамализације. Сматра се да се почетком раздобља око 2500 п. н. е, усев проширио на највећи део Америка. Истраживања из 21. века успоставила су још раније датуме. Регија је развила трговачку мрежу засновану на вишку и варијететима кукурузних усева.
Једна утицајна студија из 2002 аутора Matsuoka et al. је демонстрирала да је уместо вишеструких независних доместикација, сав кукуруз настао из једне доместикације у јужном Мексику пре око 9000 година. Та студија је исто тако показала да су најстарији преживели типови кукуруза они са мексичких планина. Касније се кукуруз проширио из тог региона на остатак Америка дуж два главна пута. То је конзистентно са моделом базираним на археолошким записима који сугеришу да се кукуруз био диверсификован на мексичким брдима пре него што се проширио на низије.
Археолог Долорес Пиперно је рекла:
 Велики корпус података указује на то да је [кукуруз] био распрострањен у нижој централној Америци до око 5600 п. н.е. и је био пренет у интерандске долине Колумбије између 5000-4000. п. н. е. — Долорес Пиперно, 
Од тада су чак и ранији датуми су објављивани.
Према генетичкој студији који је спровела агенција Ембрапа, кукурузна култивација је била уведена у Јужној Америци из Мексика, у два велика таласа: приви, пре више од 6000 годна, раширио је културу по Андима. Доказ култивације у Перуу су нађени из периода пре око 6700 година. Други талас пре око 2000 година, је узео маха у низијама Јужне Америке.
Пре доместикације, кукурузне биљке су имале само мале, 25 mm (1 in) дуге клипове, и јављао се један клип по биљци. Након многих векова вештачке селекције Амерички урођеници су развили кукурузне биљке које могу да имају неколико клипова по биљци, који су обично били неколико инча дуги.
Кукуруз је најраспрострањенији житарични усев у Америкама, са 361 милиона метричких тона произведених у Сједињеним Државама у 2014 година. Приближно 40% усева — 130 милиона тона — се користи за производњу кукурузног етанола. Генетички модификовани кукуруз је сачињавао 85% кукуруза посејаног у Сједињеним Државама 2009. године.

### Колумбијска размена
После доласка Европљана у 1492. године, шпански насељеници су конзумирали кукуруз, и истраживачи и трговци су пренели овај усев назад у Европу, а он је затим ширио од земље до земље. Шпански насељеници су имали јасно изражену преференцију за пшенични хлеб у односу на онај базиран на кукурузу, тапиоки или кромпири. Кукурузно брашно не може заменити пшеница у причесном хлебу, пошто се по хришћанском веровању само пшеница може подвргнути трансубстанцијацији и претворити у тело Христа. На другом нивоу, Шпанци су били забринути да ће због конзумације аутохтоне хране коју нису сматрали хранљивим, бити ослабљени и да ризикују да се претворе у Индијанце. „По мишљењу Европљана, храна коју су јели, чак и више од окружења у коме су живели, давала је америчким староседеоцима и Шпанцима њихова особене физичка и ментална обележја.” Упркос ових брига, Шпанци су конзумирали кукуруз. Археолошки докази са локација у Флориди указују на то да га и култивисали.
Кукуруз се проширио на остатак света због своје способности да расте у различитим климатским условима. У Шпанији се култивисао само неколико деценија након Колумбовог путовања и потом се проширио на Италију, Западну Африку и другде. Шећером богати варијетети звани слатки кукуруз су обично узгајани за људску конзумацију у облику клипова, док су остали варијетети узгајани за сточну храну, разне производе базиране на кукурузу за људску употребу (укључујући млевење у брашно разних гранулација за прављење паленте и проје, пресовање ради издвајања кукурузног уља, и ферментацију и дестилацију у алкохолна пића као што је борбонски виски).

## Имена
Енглеска реч maize је изведена из шпанске форме домородачког тајнојског назива биљке, mahiz. Он је познат под бројним другим именима широм света.
Енглеска реч corn изван Северне Америке, Аустралије и Новог Зеланда се односи на било који житарични усев, њено значење варира у зависности од локалне основне хране. У Сједињеним Државама, Канади, Аустралији, и Новом Зеланду, corn првенствено значи кукуруз; та употреба је започела скраћивањем фразе Indian corn. Индијански корн првенствено значи кукуруз (основна житарица староседелачких Американаца), мада се може специфично односити на вишебојни flint corn који се користи за декорацију. На местима изван Северне Америке, Аустралије и Новог Зеланда, corn се обично односи на кукуруз у кулинарском контексту. Уже значење се обично индицира додатним речима, као што су sweet corn и baby corn.
У Јужној Африци, кукуруз се обично назива mielie (африканс) или mealie (енглески), што су речи изведене из португалске речи за кукуруз, milho.
Maize је преферентни енглески назив у формалној, научној, међународној употреби пошто се специфично односи на ову житарицу, за разлику од назива corn, који има комплексни варијетет значења који варира у зависности од контекста и географског региона. Реч маize користе пољопривредна тела и истраживачки институти као што су  и -CSIRO}-. Националне пољопривредне и индустријске асоцијације обично укључују реч maize у њиховом имену чак и у енглески говорећим земљама где се локална, неформална реч разликује од maize; на пример, the Maize Association of Australia, итд. Међутим, у робној размени, реч corn се конзистентно односи на кукуруз, и не на друге житарице.

## Структура и физиологија
Кукурузна биљка често има висину од 3 m, мада неки природни сојеви могу да порасту до 12 m. Стабљика се обично састоји од 20 чланова дужине 18 cm (7,1 in). Лист, који расте из сваког члана, генерално има ширину од 9 cm (4 in) и дужину од 120 cm (4 ft).
Клипови се развијају изнад неколико листова у средишњем делу биљке, између стабљике и листова, издужујући се за око 3 mm (0,12 in) на дан, до дужине од 18 cm (7 in) при чему је максимум 60 cm (24 in) међу подврстама. Они су женске цвасти, чврсто умотани у неколико слојева комушевине. Поједини варијетети кукуруза су узгајани да произведу мноштво додатних клипова. Они су извор типа кукуруза (baby corn) који се користи као поврће у азијској кухињи.
Врх стабљика се завршава у тенселу, метлици с мушким цветовима. Кад је метлица зрела и кад је време довољно топло и суво, прашњаци метлице се отварају и ослобађа се полен. Кукурузни полен је анемофилан (распршује се ветром), и због његове велике брзина падања, највећи део полена пада унутар неколико метара од метлице.
Издужени жигови, звани свила, се појављују из замотаја листова на крају клипа. Она је обично бледожута и дугачка 18 cm (7 in). Она подсећа на прамен косе. На крају сваког жига је карпел, које се може развити у зрно ако дође до опрашивања поленом. Семени омотач плода је стопљен са омотачем семена који се назива крупа, што је типично за траве, и целокупни клип се понека назива семеном. Клип је по структури близак збирним плодовима, осим што се појединачна зрна никад не стапају у једну масу. Зрна су приближно величине грашка, и причвршћена су у регуларним редовима око беле, шапурине која формира клип. Максимална величина зрна је 2,5 cm (1 in). Клип обично садржи око 600 зрна. Она могу да буду различитих боја: црнкаста, плавичасто-сива, љубичаста, зелена, црвена, бела и жута. Кад се самеље у брашно, кукуруз даје више брашна и знатно мање мекиња него пшеница. Ово брашно не садржи глутен попут пшенице и, стога, даје печене производе са слабом способношћу подизања. Генетичка варијанта која акумулира више шећера и мање скроба у клипу се конзумира као поврће и назива се слатки кукуруз. Млади кукуруз се може конзумирати сиров, са шапурином и свилом, али како биљка сазрева (обично током летњих месеци), шапурина постаје чвршћа и свила сувља, тако да више нису јестиви. На крају узгојне сезоне, зрна се исушују и постају неподесна за жвакање уколико нису кувана у кипућој води.
- Женска цваст, са младом свилом
- Одрасла свила
- Тулузина, клип, и свила
- Мушки цветови
- Одрасле биљке кукуруза
- Одрасли кукурузни клип на стабљики

Густина сејања утиче на вишеструке аспекте кукуруза. Технике модерне пољопривреде у развијеним земљама обично се ослањају на густо сејање, чиме се производи један клип по стабљики. Стабљике силажног кукуруза су још гушће, чиме се остварује нижи удео клипова, а више биљне масе.
Кукуруз је факултативна краткодневна биљка и цвета у одређеном броју дана растућег степена > 10 °C (50 °F) у окружењу за које је прилагођен. Величина утицаја који дуге ноћи имају на број дана који морају проћи пре цветања кукуруза је генетички прописана и регулисана је фитохромним системом. Фотопериодичност може да буде ексцентрична код тропских култивара тако да дуги дани карактеристични за високе латитуде омогућавају биљкама да расту тако високо да немају довољно времена за производњу семена пре него што буду убијене мразом. Ови атрибути, међутим, могу бити корисни при коришћењу тропског кукуруза за продукцију биогорива.
Незрели кукурузни изданци накупљају снажну антибиотску материју, 2,4-дихидрокси-7-метокси-1,4-бензоксазин-3-он (ДИМБОА). ДИМБОА је члан групе хидроксаминских киселина (такође познатих као бензоксазиноиди) који служе као природна одбрана против широког опсега штеточина, укључујући инсекте, патогене гљивице и бактерије. ДИМБОА је исто тако присутана у сродним травама, посебно у пшеници. Кукурузни мутант (bx) коме недостаје ДИМБОА је веома осетљив на напад биљних ваши и гљива. DIMBOA је такође одговорна за релативну отпорност незрелог кукуруза на европског бушача кукуруза (фамилија Crambidae). Како кукуруз сазрева, ДИМБОА нивои и отпорност на ову штеточину опадају.
Због својих плитких корена, кукуруз је подложан суши, нетолерантан је према земљиштима са недостатком хранљивих материја, и снажани ветрови га могу ишчупати.
- Кукурузни зрна
- Кукурузна биљка

Док жути кукуруз изводи своју боју из лутеина и зеаксантина, код црвено обојеног кукуруза, боја зрна потиче од антоцијанина и флобафена. Ове касније супстанце се синтетишу у флавоноидном синтетичком путу из полимеризације флаван-4-ола изражавањем кукурузног перикарпног гена 1 (p1) који кодира један транскрипциони активатор сличан R2R3  А1 гена који кодира дихидрокаемпферол 4-редуктазу (која редукује дихидрофлавоноле у флаван-4-оле), док један други ген (супресор перикарпне пигментације 1 или SPP1) делује као супресор. Ген p1 кодира Myb-хомологни транскрипциони активатор гена неопходног за биосинтезу црвеног флобафенског пигмента, док P1-wr алил специфицира безбојни перикарп зрна и црвену шапурину, а нестабилни фактор 1 за наранџасту боју (Ufo1) модификује P1-wr изражавање да би дао пигментацију у перикарију зрна, као и вегетативним ткивима, која обично не акумулирају значајне количине пигмената флобафена. Кукурузни П ген кодира Myb хомолога који препознаје секвенцу CCT/AACC, што је у оштром контрасту са C/TAACGG присутном у кичмењачким Myb протеинима.

## Употреба
Употребљава се за исхрану људи и домаћих животиња и за индустријску производњу.
Млевењем зрна кукуруза (слично као што се меље пшеница — жито) добија се брашно (кукурузно брашно). Од кукурузног брашна или мешањем са пшеничним брашном се за људску исхрану припрема: хлеб, проја, качамак, колачи и друго пециво .
Од кукуруза се добија скроб који се користи у разне сврхе. Производи се и фармацеутски скроб (Maydis amylum) који има различиту примену у медицини и фармацији.
Од клица извађених из зрелог кукуруза прави се врло хранљиво и лековито уље (Maydis oleum) веома богато глицеридима незасићених масних киселина (линолне, олеинске и сл.) и фитостеролима (ситостерол, стигмастерол); садржи и липосолубилне витамине (посебно витамин А).
У кукурузним клицама има око 28% масног уља, 1% лецитина, инозитофосфорне киселине, беланчевина, гванидина, глутамина, шећера и других биолошки врло важних материја, због чега се клице цене као веома јака, концентрована храна.
Интересантно је да се кукурузна свила, уз остале састојке, користи за прављење цигарета против бронхијалне астме.

## Производња кукуруза
Убедљиво највећи произвођач кукуруза, према подацима из 2009. године, биле су САД које производе преко 333 милиона тона годишње што је 43% светске производње кукуруза, следећи највећи произвођач је Кина са 163 милиона тона, на трећем месту је Бразил са 51 милионом тона, а Србија је на 17. месту са 6,4 милиона тона годишње (0,815% светске производње).
- Старе машине и алати који су се користили у производњи кукуруза
- Дрвене круњаче
- Металне круњаче
- Машина за чишћење и сортирање семена

## Поређење са другом основном храном
Следећа табла приказује нутрициони садржај кукуруза и друге основне хране у сировој жетвеној форми. Сирове форме нису јестиве и не могу се сварити. Оне морају бити проклијале, или припремљене и куване за људску конзумпцију. У проклијалој или куваној форми, релативни нутрициони и анти-нутрициони садржаји сваке од ових основних типова хране се разликују од сирове форме.
| Нутрициона компонента:           | Кукуруз[A] | Пиринач (бели)[B] | Смеђи пиринач[I] | Пшеница[C] | Кромпир[D] | Тапиока[E] | Соја (зелена)[F] | Батат[G] | Јам[Y] | Сирак[H] | Плантан[Z] |             |
| -------------------------------- | ---------- | ----------------- | ---------------- | ---------- | ---------- | ---------- | ---------------- | -------- | ------ | -------- | ---------- | ----------- |
| Вода (g)                          | 10         | 12                | 10               | 13         | 79         | 60         | 68               | 77       | 70     | 9        | 65         | 3000        |
| Енергија (kJ)                      | 1528       | 1528              | 1549             | 1369       | 322        | 670        | 615              | 360      | 494    | 1419     | 511        | 8368–10,460 |
| Протеин (g)                       | 9.4        | 7.1               | 7.9              | 12.6       | 2.0        | 1.4        | 13.0             | 1.6      | 1.5    | 11.3     | 1.3        | 50          |
| Масти (g)                         | 4.74       | 0.66              | 2.92             | 1.54       | 0.09       | 0.28       | 6.8              | 0.05     | 0.17   | 3.3      | 0.37       |             |
| Угљени хидрати (g)                | 74         | 80                | 77               | 71         | 17         | 38         | 11               | 20       | 28     | 75       | 32         | 130         |
| Влакна (g)                        | 7.3        | 1.3               | 3.5              | 12.2       | 2.2        | 1.8        | 4.2              | 3        | 4.1    | 6.3      | 2.3        | 30          |
| Шећер (g)                        | 0.64       | 0.12              | 0.85             | 0.41       | 0.78       | 1.7        | 0                | 4.18     | 0.5    | 0        | 15         |             |
| Калцијум (mg)                      | 7          | 28                | 23               | 29         | 12         | 16         | 197              | 30       | 17     | 28       | 3          | 1000        |
| Гвожђе (mg)                        | 2.71       | 0.8               | 1.47             | 3.19       | 0.78       | 0.27       | 3.55             | 0.61     | 0.54   | 4.4      | 0.6        | 8           |
| Магнезијум (mg)                    | 127        | 25                | 143              | 126        | 23         | 21         | 65               | 25       | 21     | 0        | 37         | 400         |
| Фосфор (mg)                        | 210        | 115               | 333              | 288        | 57         | 27         | 194              | 47       | 55     | 287      | 34         | 700         |
| Калијум (mg)                       | 287        | 115               | 223              | 363        | 421        | 271        | 620              | 337      | 816    | 350      | 499        | 4700        |
| Натријум (mg)                      | 35         | 5                 | 7                | 2          | 6          | 14         | 15               | 55       | 9      | 6        | 4          | 1500        |
| Цинк (mg)                          | 2.21       | 1.09              | 2.02             | 2.65       | 0.29       | 0.34       | 0.99             | 0.3      | 0.24   | 0        | 0.14       | 11          |
| Бакар (mg)                         | 0.31       | 0.22              |                  | 0.43       | 0.11       | 0.10       | 0.13             | 0.15     | 0.18   | -        | 0.08       | 0.9         |
| Манган (mg)                        | 0.49       | 1.09              | 3.74             | 3.99       | 0.15       | 0.38       | 0.55             | 0.26     | 0.40   | -        | -          | 2.3         |
| Селенијум (μg)                     | 15.5       | 15.1              |                  | 70.7       | 0.3        | 0.7        | 1.5              | 0.6      | 0.7    | 0        | 1.5        | 55          |
| Витамин Ц (mg)                     | 0          | 0                 | 0                | 0          | 19.7       | 20.6       | 29               | 2.4      | 17.1   | 0        | 18.4       | 90          |
| Тиамин (Б1) (mg)                   | 0.39       | 0.07              | 0.40             | 0.30       | 0.08       | 0.09       | 0.44             | 0.08     | 0.11   | 0.24     | 0.05       | 1.2         |
| Рибофлавин (Б2) (mg)               | 0.20       | 0.05              | 0.09             | 0.12       | 0.03       | 0.05       | 0.18             | 0.06     | 0.03   | 0.14     | 0.05       | 1.3         |
| Ниацин (Б3) (mg)                   | 3.63       | 1.6               | 5.09             | 5.46       | 1.05       | 0.85       | 1.65             | 0.56     | 0.55   | 2.93     | 0.69       | 16          |
| Пантотенска киселина (Б5) (mg)     | 0.42       | 1.01              | 1.49             | 0.95       | 0.30       | 0.11       | 0.15             | 0.80     | 0.31   | -        | 0.26       | 5           |
| Витамин Б6 (mg)                    | 0.62       | 0.16              | 0.51             | 0.3        | 0.30       | 0.09       | 0.07             | 0.21     | 0.29   | -        | 0.30       | 1.3         |
| Фолат, укупно (Б9) (μg)            | 19         | 8                 | 20               | 38         | 16         | 27         | 165              | 11       | 23     | 0        | 22         | 400         |
| Витамин А (IU)                     | 214        | 0                 | 0                | 9          | 2          | 13         | 180              | 14187    | 138    | 0        | 1127       | 5000        |
| Витамин Е, алфа-токоферол (mg)     | 0.49       | 0.11              | 0.59             | 1.01       | 0.01       | 0.19       | 0                | 0.26     | 0.39   | 0        | 0.14       | 15          |
| Витамин К1 (μg)                    | 0.3        | 0.1               | 1.9              | 1.9        | 1.9        | 1.9        | 0                | 1.8      | 2.6    | 0        | 0.7        | 120         |
| Бета-каротен (μg)                  | 97         | 0                 |                  | 5          | 1          | 8          | 0                | 8509     | 83     | 0        | 457        | 10,500      |
| Лутеин+зеаксантин (μg)             | 1355       | 0                 |                  | 220        | 8          | 0          | 0                | 0        | 0      | 0        | 30         |             |
| Засићена масне киселине ()       | 0.67       | 0.18              | 0.58             | 0.26       | 0.03       | 0.07       | 0.79             | 0.02     | 0.04   | 0.46     | 0.14       |             |
| Мононезасићена масен киселине () | 1.25       | 0.21              | 1.05             | 0.2        | 0.00       | 0.08       | 1.28             | 0.00     | 0.01   | 0.99     | 0.03       |             |
| Полинезасићене масне киселине () | 2.16       | 0.18              | 1.04             | 0.63       | 0.04       | 0.05       | 3.20             | 0.01     | 0.08   | 1.37     | 0.07       |             |

| A жути кукуруз                  |  |  |  |  |  |  |  |  | B сирови необогаћени дугозрни бели пиринач |
| C тврда црвена зимска пшеница   |  |  |  |  |  |  |  |  | D сирови кромпир                           |
| E сирова топиока                |  |  |  |  |  |  |  |  | F сирова зелена соја                       |
| G сирови слатки кромпир         |  |  |  |  |  |  |  |  | H сирови сирак                             |
| Y сирови јам                    |  |  |  |  |  |  |  |  | Z сирови пнатани                           |
| I сивори дугозрни смеђи пиринач |  |  |  |  |  |  |  |  |                                            |

## Економија
| Светска производња кукуруза по годинама (хиљада тона) | Светска производња кукуруза по годинама (хиљада тона) |
| ----------------------------------------------------- | ----------------------------------------------------- |
| 1965                                                  | 226 544                                               |
| 1970                                                  | 265 831                                               |
| 1975                                                  | 341 661                                               |
| 1980                                                  | 396 623                                               |
| 1985                                                  | 485 527                                               |
| 1990                                                  | 483 343                                               |
| 1995                                                  | 517 329                                               |
| 2000                                                  | 592 472                                               |
| 2005                                                  | 713 458                                               |
| 2006                                                  | 706 656                                               |
| 2007                                                  | 789 641                                               |
| 2008                                                  | 826 718                                               |
| 2009                                                  | 818 823                                               |

| Водећи произвођачи кукуруза (хиљаде тона) Извор: Организација Уједињених нација за храну и пољопривреду | Водећи произвођачи кукуруза (хиљаде тона) Извор: Организација Уједињених нација за храну и пољопривреду | Водећи произвођачи кукуруза (хиљаде тона) Извор: Организација Уједињених нација за храну и пољопривреду | Водећи произвођачи кукуруза (хиљаде тона) Извор: Организација Уједињених нација за храну и пољопривреду | Водећи произвођачи кукуруза (хиљаде тона) Извор: Организација Уједињених нација за храну и пољопривреду | Водећи произвођачи кукуруза (хиљаде тона) Извор: Организација Уједињених нација за храну и пољопривреду | Водећи произвођачи кукуруза (хиљаде тона) Извор: Организација Уједињених нација за храну и пољопривреду | Водећи произвођачи кукуруза (хиљаде тона) Извор: Организација Уједињених нација за храну и пољопривреду | Водећи произвођачи кукуруза (хиљаде тона) Извор: Организација Уједињених нација за храну и пољопривреду |
| Земља                                                                                                   | 1985 | 1995 | 2005 | 2009 | 2014 | 2016 | 2017 | 2018 |
| --- | --- | --- | --- | --- | --- | --- | --- | --- |
| САД | 225453                                                                                                  | 187969                                                                                                  | 282261                                                                                                  | 333011                                                                                                  | 361091                                                                                                  | 384778                                                                                                  | - | - |
| Кина | 64102                                                                                                   | 112361                                                                                                  | 139498                                                                                                  | 164107                                                                                                  | 215646                                                                                                  | 231674                                                                                                  | - | - |
| Бразил                                                                                                  | 22018                                                                                                   | 36267                                                                                                   | 35113                                                                                                   | 51232                                                                                                   | 79882                                                                                                   | 64143                                                                                                   | - | - |
| Аргентина                                                                                               | 11900                                                                                                   | 11404                                                                                                   | 20482                                                                                                   | 13121                                                                                                   | 33087                                                                                                   | 39793                                                                                                   | - | - |
| Мексико                                                                                                 | 14103                                                                                                   | 18352                                                                                                   | 19338                                                                                                   | 20142                                                                                                   | 23273                                                                                                   | 28251                                                                                                   | - | - |
| Украјина                                                                                                | - | 3391 | 7166 | 10486                                                                                                   | 28497                                                                                                   | 28075                                                                                                   | - | - |
| Индија                                                                                                  | 6643 | 9534 | 14709                                                                                                   | 16680                                                                                                   | 24170                                                                                                   | 26260                                                                                                   | - | - |
| Индонезија                                                                                              | 4329 | 8245 | 12523                                                                                                   | 17629                                                                                                   | 19008                                                                                                   | 20370                                                                                                   | - | - |
| Русија                                                                                                  | - | 1738 | 3060 | 3963 | 11332                                                                                                   | 15310                                                                                                   | - | - |
| Канада                                                                                                  | 6969 | 7270 | 9332 | 9561 | 11487                                                                                                   | 12349                                                                                                   | - | - |
| Француска                                                                                               | 12409                                                                                                   | 12739                                                                                                   | 13687                                                                                                   | 15288                                                                                                   | 18343                                                                                                   | 12131                                                                                                   | - | - |
| Румунија                                                                                                | 11903                                                                                                   | 9923 | 10388                                                                                                   | 7973 | 11989                                                                                                   | 10746                                                                                                   | - | - |
| Нигерија                                                                                                | 1826 | 6931 | 5957 | 7338 | 10059                                                                                                   | 10414                                                                                                   | - | - |
| Египат                                                                                                  | 3686 | 4535 | 7085 | 7686 | 8060 | 8001 | - | - |
| Етиопија                                                                                                | н/д | 1990 | 3912 | 3897 | 7235 | 7847 | - | - |
| ЈАР | 8444 | 4866 | 11715                                                                                                   | н/д | 14250                                                                                                   | 7779 | - | - |
| Мађарска                                                                                                | 6817 | 4649 | 9050 | 7528 | 9315 | 7407 | - | - |
| Србија                                                                                                  | - | - | - | 6396 | 7952 | 7377 | - | - |

У 2006. години, жетва кукуруза у Сједињеним Државама се показала рекордном - трећи усев у цијелој повијести земље је сакупљен. Упркос томе, цена жита на Чикаго берзи почетком новембра износила је 3,44 УСД у односу на 1,8 УСД почетком септембра. Разлог за поскупљење лежи у чињеници да се кукуруз користи за производњу [етанола], чија је потражња у тим годинама значајно порасла због повећања цијена нафте.
Кина је 2008. године произвела рекордан принос кукуруза од 166 милиона тона за земљу.
Кукуруз је друга најпродаванија житарица на свијету (након пшеница)). Светски извоз кукуруза у 2009. години износио је око 100 милиона тона, од чега 47,6% потиче из Сједињених Држава, а слиједе га Аргентина (8,5%) и Бразил (7,7%). Највећи увозник у 2009. години био је Јапан (17,0%), затим Јужна Кореја (7,7%), Мексико (7,6%), Кина (4,9%) и Шпанија (4,2%).
У 2014. години, земље Европска унија произвеле су 74160 хиљада тона.
| САД       | 49,7 |
| Бразил    | 20,7 |
| Украјина  | 17,6 |
| Аргентина | 15,9 |
| Француска | 5,8  |
| Румунија  | 3,7  |
| Индија    | 3,6  |
| Русија    | 3,5  |
| Мађарска  | 2,5  |
| Србија    | 2,4  |

| Јапан        | 15,0 |
| Египат       | 10,9 |
| Мексико      | 10,4 |
| Јужна Кореја | 10,2 |
| Шпанија      | 6,3  |
| Иран         | 6,0  |
| Холандија    | 5,4  |
| Вијетнам     | 4,8  |
| Италија      | 4,6  |
| Алжир        | 4,1  |

## Синоними
За низ подврста установљено је да су само синоними за једну врсту

## Галерија слика
- Кукуруз шећерац
- Свеже убрани кукуруз
- Зрели кукурузни клипови
- Кукурузни клип у јесен, околина Пирота
- Разнолики кукурузни клипови
- Разнобојна кукурузна зрна (CSIRO)
- Сорте кукуруза изложене у Пољопривредном музеју у Кулпину